# Рибейранзинью
Рибейранзинью (порт. Ribeirãozinho) — муниципалитет в Бразилии, входит в штат Мату-Гросу. Составная часть мезорегиона Юго-восток штата Мату-Гроссу. Входит в экономико-статистический микрорегион Тезору. Население составляет 2388 человек на 2006 год. Занимает площадь 623,453 км². Плотность населения — 3,8 чел./км².

## Статистика
- Валовой внутренний продукт на 2003 составляет 18 746 352,00 реалов (данные: Бразильский институт географии и статистики).
- Валовой внутренний продукт на душу населения на 2003 составляет 8517,20 реалов (данные: Бразильский институт географии и статистики).
- Индекс развития человеческого потенциала на 2000 составляет 0,730 (данные: Программа развития ООН).